# Sans Atout contre l'homme à la dague
 (octobre 2020).
Si vous disposez d'ouvrages ou d'articles de référence ou si vous connaissez des sites web de qualité traitant du thème abordé ici, merci de compléter l'article en donnant les références utiles à sa vérifiabilité et en les liant à la section « Notes et références ».
Sans Atout contre l'homme à la dague est un roman policier pour la jeunesse de Boileau-Narcejac, publié en 1971. C'est le deuxième roman de la série de huit consacrée aux aventures de Sans Atout.

## Résumé
En visite chez un collectionneur d'art retiré en Auvergne, monsieur Royère, Sans Atout et son père admirent le clou de sa collection : un tableau attribué au Caravage représentant un homme portant une cape rouge, au visage masqué, aux yeux bleus et tenant dans sa main une dague. Ce portrait intrigue Sans Atout par son regard et son port altier : il semble vivant. Selon la légende, le tableau porterait malheur à quiconque qui tenterait de s'en emparer. On apprend ainsi qu’une multitude de tragédies ont frappé ses propriétaires successifs. En témoigne monsieur Royère qui a perdu son épouse et son fils dans un accident de la route quelques années auparavant.
Quelques heures après l’arrivée de Sans Atout et de son père, la toile disparaît et une lettre de chantage est retrouvée dans le salon où se trouvait la toile... 
Va lire le livre pour te cultiver mais aussi pour connaitre la fin de cette passionnante histoire. 